# Teano
Teano – miejscowość i gmina we Włoszech, w regionie Kampania, w prowincji Caserta.
Według danych na rok 2004 gminę zamieszkiwały 13 014 osoby, 147,9 os./km².
W dniu 26 października 1860 r. pod Teano doszło do spotkania między ówczesnym królem Sardynii Wiktorem Emanuelem II a Giuseppe Garibaldim, dowodzącym wyprawą tysiąca.